# إستفان كوكسيس
إستفان كوكسيس (بالمجرية: Kocsis István)‏ (مواليد 6 أكتوبر 1949) هو لاعب كرة قدم. يلعب مع منتخب المجر لكرة القدم. سبق له أن لعب في كأس العالم لكرة القدم مع منتخب بلاده.

## روابط خارجية
- إستفان كوكسيس على موقع الاتحاد الدولي (مؤرشف)  (الإنجليزية)
- إستفان كوكسيس على موقع قاعدة بيانات كرة القدم.إي يو (الإنجليزية)
- إستفان كوكسيس على موقع ناشيونال فوتبول تيمز (الإنجليزية)